# رئيس تنفيذي
الرئيس التنفيذي (بالإنجليزية: Executive president)‏، هو رئيس يمارس سلطة تنفيذية نشطة في نظم حكومية معينة. والرؤساء التنفيذيون يمارسون أعمال الحكم اليومية لأمة ما، ويتولون غالبًا هذا المنصب بالانتخاب الشعبي.
ويختلف الرئيس التنفيذي عن الرئيس الشكلي، الذي يوجد عادةً في الجمهوريات البرلمانية، حيث يتولى الرئيس أداء أدوار رمزية غير سياسية (ويكون البرلمان هو مَن يرشحه للمنصب غالبًا)، في حين يتولى رئيس الوزراء جميع مهام السلطة التنفيذية. وثمة عدد قليل من الدول، من أبرزها جنوب أفريقيا وبوتسوانا يجمع بين رئاسة تنفيذية ونظام حكومة برلماني يُنتخَب فيه الرئيس بواسطة السلطة التشريعية التي يعتمد عليها في حكمه. وفي هذه الدول، يمكن القول إن هناك جمعًا بين منصبي الرئيس ورئيس الوزراء (باعتبارهما رأس الدولة ورأس الحكومة على التوالي).
ورغم الأمثلة الموضحة فيما سبق، يوجد منصب الرئيس التنفيذي في النظم الرئاسية والنظم شبه الرئاسية.
ويتولى النظام القضائي أعمال الضوابط والموازين المعتادة على الرئيس التنفيذي من خلال الإجازات و/أو أعمال الحظر القانونية. ويتولى هذه الأعمال أيضًا جهة أو جهات تشريعية (مثل الكونغرس، أو البرلمان، أو مجلس الشيوخ). وفي بعض الحالات النادرة، لا تخضع بعض سلطات الرئيس التنفيذي للفحص، الأمر الذي يمكن أن يؤدي إلى انتهاكات.
أما في مجال الشركات، «الرئيس التنفيذي» مسؤول يتولى أغلب السلطات في الشركة. وتتمثل مهمته في قيادة الشركة وتوجيهها لتحقيق الربح والنجاح. ويعمل عادةً مع مدير العمليات والمدير المالي لتيسير أعمال الشركة بأكملها. ويشتهر هذا المنصب في اللغة الإنجليزية بالاختصار CEO. وإذا كان بالشركة مجلس إدارة، فالرئيس التنفيذي أو CEO هو الذي يتولى منصب رئيس مجلس الإدارة.